# 敦化北路

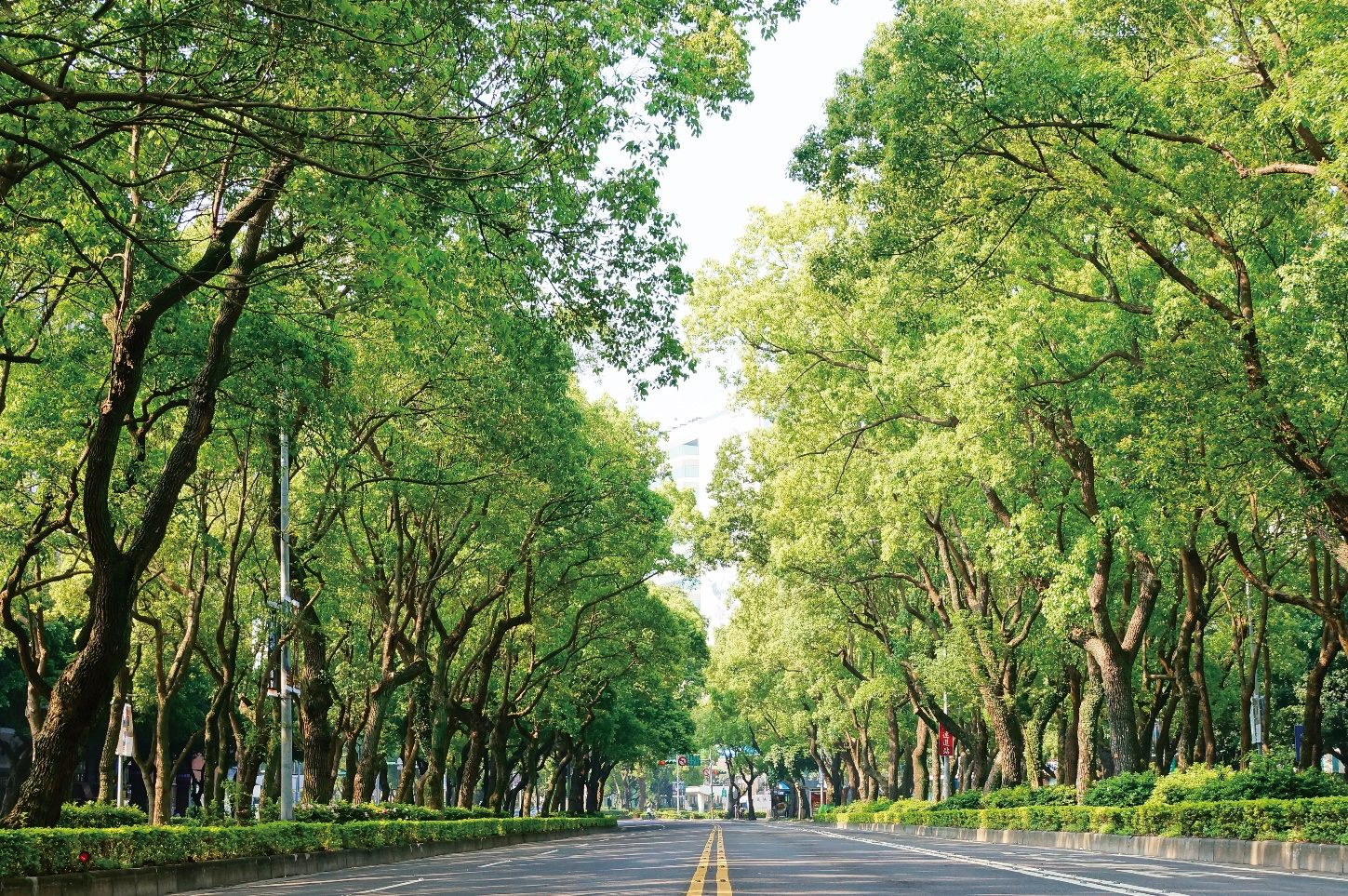
敦化北路林蔭大道一景

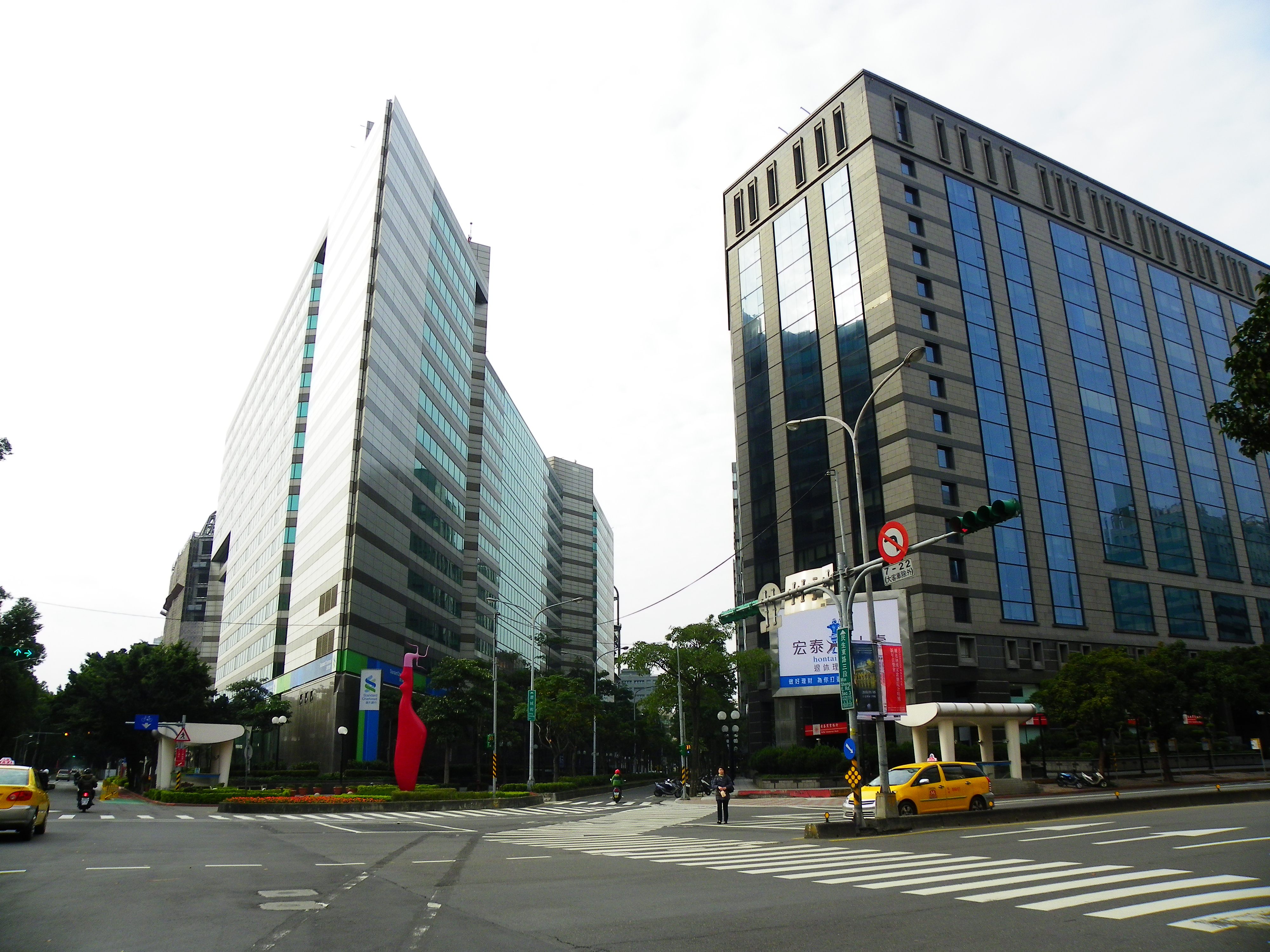
敦化北路與民生東路口

敦化北路是臺北市最具代表性的林蔭大道之一，屬雙向道路，全境位於松山區，北以過民權東路的臺北松山機場為起點，南接敦化南路。原名敦化路，1961年8月15日更名敦化北路。

## 沿線設施
- （由南到北）
  - 松山運動中心（1號）
  - 臺北市松山區敦化國民小學（2號）
  - 應媽廟（4弄）
  - 台北田徑場（3號）
  - 台北市公共自行車租賃系統台北田徑場站
  - 台北金融中心大樓（88、88之1號）
  - 台北茹曦酒店（100號）
  - 行天宮附設玄空圖書館敦化總館（120巷9號）
  - 皇冠文化集團總部（120巷50號）
  - 馬來西亞航空台灣分公司（120巷56號7F）
  - 敦化南北路舊式公寓群（145巷，國泰敦化公寓）
  - 臺北市立圖書館啟明分館（155巷76號）
  - 台北文華東方酒店（158號，原中泰賓館）
  - 宏國大樓（167號）
  - 宏泰世界大樓（168、170號）
  - 渣打國際商業銀行總行第二辦公室（168號1、2、9樓）
  - 台北長庚紀念醫院（197、199號）
  - 臺北市立圖書館民生分館（199巷5號4F、5F）
  - 台塑企業大樓（201號）
  - 美商美國商業銀行台北分行（205號2F）
  - 法國在台協會（205號10F1003室）、丹麥商務辦事處（英语：Trade Council of Denmark, Taipei）（12F1207室）、馬來西亞友誼及貿易中心（12F）、南非聯絡辦事處（13F1301室）
  - 美國運通客服中心（214號2F）
  - 交通部運輸研究所（240號）
  - 捷運文湖線松山機場站（338號）
    - 臺北市立圖書館松山機場智慧圖書館（位於捷運松山機場站地下1樓與松山機場大廳之連通走道）

  - 臺北松山機場、交通部民用航空局（340號）
  - 台塑石化松山機場加油站（340之1號）
  - 台北市公共自行車租賃系統民生敦化路口站
  - 敦北公園
  - 臺北市政府工務局公園路燈工程管理處敦化北路苗圃（342號）
  - 中華航空民權大樓（405巷12弄3號）
- 南京東路口
  - 微風南京（正門位於南京東路三段337號）
  - 捷運松山線台北小巨蛋站（於2014年11月15日通車，南京東路口）
  - 台北小巨蛋（正門位於南京東路四段2號）
  - 台北市公共自行車租賃系統捷運台北小巨蛋站（5號出口）[於2014年11月15日通車]

## 公共藝術

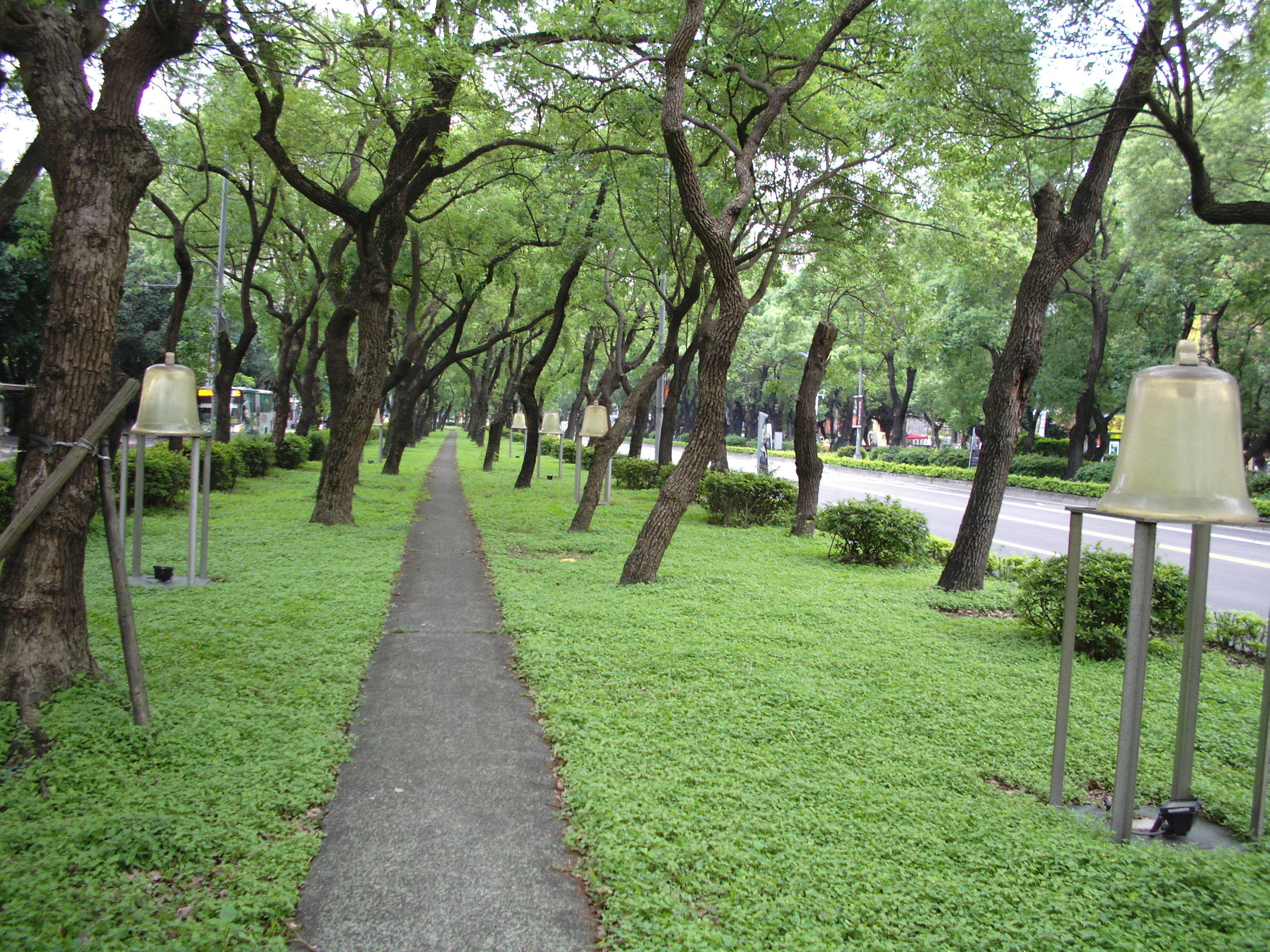
嗡嗡的風景

## 外部連結
- 敦化藝術通廊 （页面存档备份，存于）